# Gejiu

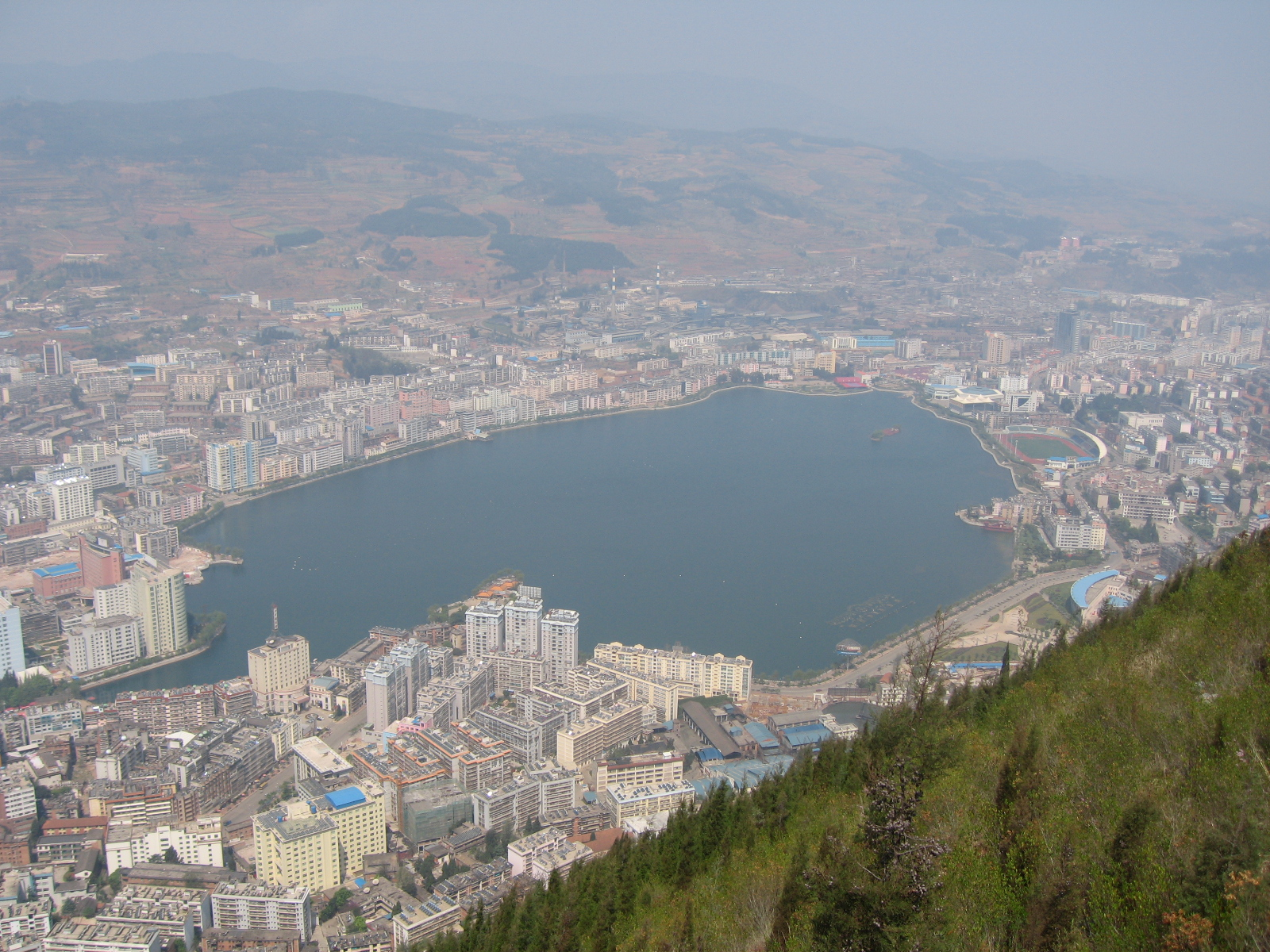
Blick über Gejiu

Die Stadt Gejiu (chinesisch 个旧市, Pinyin Gèjiù Shì) ist eine kreisfreie Stadt des Autonomen Bezirks Honghe der Hani und Yi im Süden der chinesischen Provinz Yunnan. Sie hat eine Fläche von 1.564 Quadratkilometern und zählt 419.314 Einwohner (Stand: Zensus 2020). Verwaltungssitz ist das Straßenviertel Chengqu ("Stadtgebiet" 城区街道).
Der Bahnhof Jijie (Jijie huochezhan 鸡街火车站), ein Bahnhof der Jijie-Gejiu-Linie, steht seit 2006 auf der Liste der Denkmäler der Volksrepublik China (6-1057).

## Administrative Gliederung
Auf Gemeindeebene setzt sich die kreisfreie Stadt aus einem Straßenviertel, sieben Großgemeinden und zwei Gemeinden zusammen. Diese sind:
- Straßenviertel Chengqu 城区街道

- Großgemeinde Xicheng 锡城镇
- Großgemeinde Shadian 沙甸镇
- Großgemeinde Jijie 鸡街镇
- Großgemeinde Datun 大屯镇
- Großgemeinde Laochang 老厂镇
- Großgemeinde Kafang 卡房镇
- Großgemeinde Wanhao 蔓耗镇

- Gemeinde Gusha 贾沙乡
- Gemeinde Baohe 保和乡